# White Dwarf (Luftschiff)

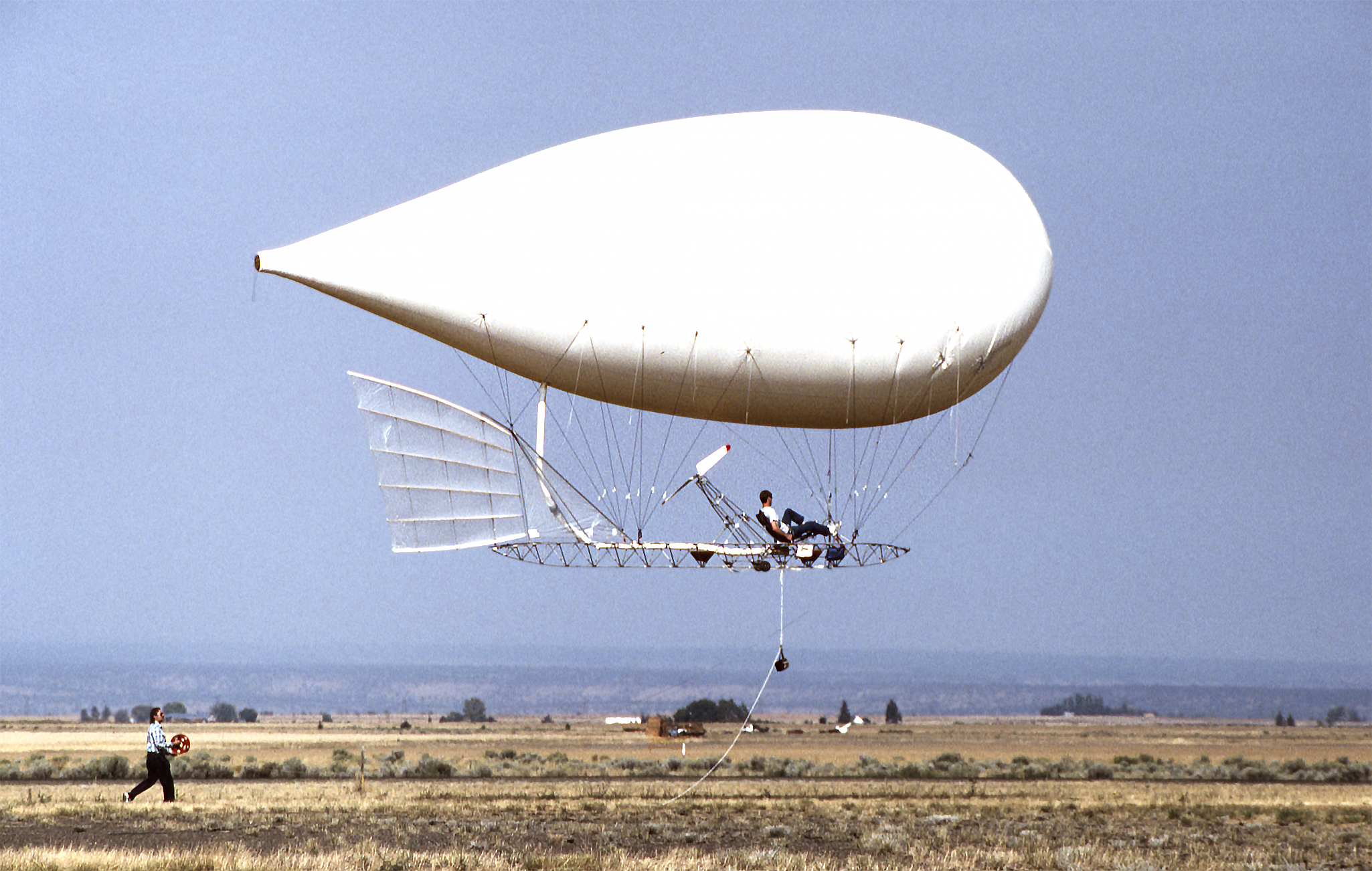
White Dwarf

White Dwarf, zu deutsch Weißer Zwerg, ist ein muskelkraftbetriebenes Prallluftschiff aus dem Jahr 1984.

## Geschichte
Das Luftschiff wurde etwa 1984 von Bill Watson und anderen für den Komödianten Gallagher gebaut und besaß einen Pedalantrieb. Es kann nur den Piloten aufnehmen. Das Schiff wurde von Gallagher für einen Showauftritt verwendet.
Bryan L. Allen fuhr am 12. Februar 1985 mit dem Luftschiff eine Strecke von 93,36 km (58 miles), um einen FAI-Rekord für Prallluftschiffe aufzustellen („FAI World for Duration, Class B Airships, BA-1 through BA-10“). White Dwarf stellte mit 8 h, 50 min und 12 s ebenfalls den FAI-Weltrekord über alle Prallluftschiffklassen für die längste Fahrt eines Prallluftschiffes auf. Er hat Bestand für Luftschiffe, die kleiner als 1600 m³ sind (Stand 2005).
Nach der Rekordfahrt stand das Luftschiff 14 Jahre hinter Bill Watsons Elternhaus. Am 30. September 2000 wurde es in Madras/Oregon (USA) wieder zusammengesetzt und mit Traggas gefüllt. Am 3. Oktober stieg es erneut auf.
Nachdem einige kleine Motoren mit Modellflugzeugpropellern angebaut wurden, ließ sich das kleine Luftschiff mit etwa 16 km/h bewegen. Bei Vollgas und mit Pedalunterstützung waren sogar 24 km/h (15 mph) möglich, jedoch wurde die Hülle instabil, und das Schiff bremste automatisch wieder ab.

## Technische Daten
- Baujahr: 1985
- entworfen und gebaut von: Bill Watson
- Auftraggeber: „Gallagher, the comedian“

### Abmessungen
- Rumpflänge: 14,62 m (48 ft)
- größter Durchmesser: 5,18 m (17 ft)
- Volumen: 176 m³ (6200 cft)
- Gesamthöhe: 8,23 m (27 ft)

### Massen
- Leergewicht: 63,5 kg (140 lbs)
- zulässiges Pilotengewicht: 40,8–113,4 kg (90–250 lbs)
- maximales Startgewicht: 177 kg (390 lbs)

### Flugleistungen
- Höchstgeschwindigkeit: 19 km/h (12 mph)
- durchschnittliche Reisegeschwindigkeit: 9,6–11,3 km/h (6–7 mph)

### Aufbau
- Hülle: heliumgefüllte polyurethanbeschichtete Nylonhülle
- Druck im Inneren der Hülle: 1,4 mbar Überdruck (0,02 lbs/sq.in.) (keine Ballonetts)
- Rumpf: offenes Aluminiumfachwerk (2024 T3 und 7075 T6 Aluminium), bis zu 4 g belastet und mit 24 Dacron-ummantelten Kevlar-Seilen an der Hülle befestigt
- Ballast: zwei Wasserballasttanks mit bis zu 27,2 kg (60 lbs) Inhalt, die vom Piloten geleert werden konnten, um den Auftrieb zu steuern
- Gasventile: Ein 76,2-mm-Ventil (3-Zoll) am Pilotensitz kann vom Piloten geöffnet werden, um Gas abzulassen. Es öffnet bei einem Gasüberdruck von 10 mbar (4 inches of water) automatisch.
- Steuerflächen: große mit Mylar (?) bedeckte Schaumpolystyrol- und Fichtenholzruder
- Antrieb: Pedalantrieb mit ca. 4,5 kg (10 lbs) Schub durch eine 4:1-Übersetzung und ein Kunststoff-Kettengetriebe auf einen Zweiblatt-Druckpropeller aus Fichtenholz und Schaumpolystyrol. Der Propeller kann zur Auf- und Absteuerung geschwenkt werden
- Kosten einer Heliumfüllung ca. 1000 US-Dollar